# Dobkowice (Subkarpaten)
Dobkowice is een plaats in het Poolse district  Jarosławski, woiwodschap Subkarpaten. De plaats maakt deel uit van de gemeente Chłopice en telt 920 inwoners.